# Leviapseudes conspicuus
Leviapseudes conspicuus är en kräftdjursart som först beskrevs av Lang 1968.  Leviapseudes conspicuus ingår i släktet Leviapseudes och familjen Apseudidae. Inga underarter finns listade i Catalogue of Life.